# Enicospilus bensoni
Enicospilus bensoni là một loài tò vò trong họ Ichneumonidae.